# نمایه شدت پاندمی
نمایه شدت پاندمی (انگلیسی: Pandemic severity index) با کوته‌نوشت PSI یک مقیاس تعیین‌شده برای گزارش شدت دنیاگیری آنفلوانزا در ایالات متحده است.